# Cồn Đen
Cồn Đen là một hòn đảo thuộc xã Thái Đô, huyện Thái Thụy, tỉnh Thái Bình, Việt Nam.

## Vị trí địa lý

### Hình thành
Cồn Đen được hình thành do kiến tạo bồi đắp phù sa và bùn cát của sông Trà Lý dưới tác động của dòng chảy giữa sông và chế độ thủy động lực vùng ven biển tạo thành nên có địa hình tương đối bằng phẳng. Phía Nam của cồn cát hiện nay vẫn đang tiếp tục được bồi tụ và phát triển dài dưới dạng các mũi cát chạy song song với đường bờ. 

### Vị trí địa lý
Cồn Đen nằm cách đất liền 3 km thuộc xã Thái Đô, Thái Thuỵ, tỉnh Thái Bình. Cách Thị trấn Diêm Điền 
15 km về phía Nam và cách trung tâm Thành phố Thái Bình khoảng 40 km về phía Tây.
Cồn Đen nằm trong Khu dự trữ sinh quyển châu thổ sông Hồng được UNESCO công nhận tại Việt Nam ngày 2 tháng 12 năm 2004 cho các vùng đất phía Nam vùng duyên hải Bắc Bộ.

## Diện tích
Cồn Đen có diện tích 1.150ha với chiều dài khoảng 3 km, nơi rộng nhất là 700m nơi hẹp nhất là 450m.

## Hệ thống sinh vật
Cồn Đen (xã Thái Đô, Thái Thụy) hiện vẫn là một cồn cát hoang sơ với một thảm thực vật tự nhiên phong phú đa dạng, nhiều sinh vật qúy hiếm trú ngụ.
Dọc theo cồn cát là dải thông xanh, khu vực phía trong là thảm thực vật còn nguyên sơ, hệ sinh thái rừng ngập mặn ven biển độc đáo (với các loài thực vật như dừa nước, hoa muống biển, cây vẹt, cây bần, cây sú. Khu vực này hiện có khoảng 200 loài chim, trong đó có gần 60 loài chim di cư, hơn 50 loài chim nước; nhiều loài chim quý hiếm được ghi trong Sách đỏ thế giới như: cò thìa, mòng bể, rẽ mỏ thìa, cà trắng bắc...
Rừng ngập mặn ở đây không chỉ là "bức tường xanh" bảo vệ đê biển, làng xóm khỏi bị tàn phá bởi gió bão mà còn là nơi cung cấp nguồn lợi thủy hải sản phong phú cùng với 500 loài động vật thủy sinh và cỏ biển có giá trị kinh tế cao. Tất cả đã tạo nên vẻ đẹp và sức hấp dẫn lạ kỳ đối với cồn cát này.

## Khu du lịch sinh thái biển cồn Đen
Năm 2010, UBND tỉnh Thái Bình đã phê duyệt Quy hoạch chung Khu du lịch sinh thái cồn Đen với diện tích 1.150ha gồm toàn bộ khu vực cồn Đen và một phần diện tích nuôi trồng thủy sản thuộc xã Thái Đô. Theo đó, cồn Đen sẽ được quy hoạch thành khu du lịch sinh thái có bãi tắm biển, khu nghỉ dưỡng, khu vui chơi giải trí (sân thể thao, khu trượt nước), khu du lịch văn hóa tổng hợp, trung tâm mua sắm, hệ thống cây xanh…

## Đường tới Cồn Đen
Những cung đường thường gặp
Hà Nội – Thái Bình – Hải Phòng – Quảng Ninh
Hà Nội - Thái Bình – Nam Định
Hà Nội- Thái Bình – Hưng Yên
Hà Nội - Thái Bình – Ninh Bình
Hà Nội - Hưng Yên - Hải Dương - Thái Bình
Từ tp Thái Bình về Cồn Đen:
Cách 1: từ thành phố Thái Bình các bạn đi theo QL 10 tới ngã tư Gia Lễ rẽ phải theo QL 39 về tới ngã ba Thái Dương rẽ phải về ngã tư bến xe chợ Lục, từ đó các bạn bắt xe ôm ra cồn Đen khoảng 7 km.
Cách 2: các bạn có thể đi xe bus 05 Tp Thái Bình - Chợ Lục, tới ngã tư bến xe chợ Lục, từ đó các bạn bắt xe ôm ra cồn Đen khoảng 7 km.

## Vui chơi, giải trí
Cồn Đen được xưng tụng là cồn biển đẹp nhất miền Bắc. Bên cạnh tắm biển, tìm hiểu đời sống động thực vật, tổ chức các cuộc picnic, nghỉ dưỡng bằng tàu thuyền với các trò vui chơi, giải trí trên biển như câu cá, lướt ván, bóng chuyền bãi biển, bạn còn có cơ hội tham quan các ngôi đền, chùa trong khu vực.

Khu du lịch sinh thái Cồn Đen hiện có chương trình Du lịch trải nghiệm dành cho các đối tượng học sinh, gia đình và teambuilding dành cho khối doanh nghiệp.